# Mario Egidio Teruggi
Mario Egidio Teruggi (Dolores, 18 de febrero de 1919 - La Plata, 22 de agosto de 2002) fue un científico y escritor argentino de ficción, ensayos y lingüística del lunfardo.

## Obra científica
Tras doctorarse en Ciencias Naturales (geología), se especializó en petrología en la Real Escuela de Minas de la Universidad de Londres.
En el Museo Argentino de Ciencias Naturales Bernardino Rivadavia, de la ciudad de Buenos Aires, fue primero investigador y luego director; en la Facultad de Ciencias Naturales, Universidad Nacional de La Plata, fue sucesivamente profesor titular, jefe de departamento, decano y profesor emérito. En el Museo de La Plata se desempeñó como director del mismo y Jefe del Departamento de Mineralogía y Petrología.
Como investigador fue el iniciador de los estudios de sedimentología en el país y por su acción se desarrolló en La Plata (Facultad de ciencias Naturales y Museo) lo que es actualmente la principal escuela sedimentológica argentina. Por otro lado, fue el creador de los estudios petrológicos en la Facultad de Ciencias Naturales, tanto en rocas de basamento cristalino como en volcánicas. Fue el primer investigador del loess pampeano, el primero en encarar el estudio de las paleocorrientes sedimentarias y el primero en estudiar los paleosuelos en Argentina. Las tareas de investigación las realizó también en el Museo de La Plata, en su carácter de Jefe de la División de Mineralogía y Petrología, cargo que ejerció de 1962 a 1977 y nuevamente desde 1980 hasta su jubilación en 1984. En este cargo ad honorem cumplió una amplia labor de conservación y clasificación de las colecciones científicas e investigó diversos temas, entre otros, los meteoritos caídos en el territorio nacional. 
Sus trabajos científicos abarcan más de 120 artículos de investigación y 5 libros. Fue reconocido en todo el mundo como especialista de sedimentología y petrología. En su honor, en 1967, el profesor A.S. Romer, de la Universidad de Harvard, dio el nombre específico de Massetognathus teruggii a un vertebrado triásico de La Rioja. Un año más tarde, en 1968, los investigadores L. F. Aristarain y C.S. Hulburt, de la Universidad de Harvard, dedicaron la especie mineral teruggita a un arsenoborato complejo de la Puna. 
En el 1968, recibió la Medalla de Oro de la Municipalidad de Buenos Aires por su contribución científica en la inauguración del Planetario. La República Italiana le otorgó, en 1971, la Orden al Mérito por su actuación científica. Fue nominado Hijo Dilecto de su ciudad natal, Dolores, el 3 de noviembre de 1979. El año siguiente, fue designado por la Asamblea Extraordinaria del 30 de abril de 1980, Miembro Honorario de la Asociación Geológica Argentina. En 1981 ganó el Premio Teófilo Petriella de la Asociación Dante Alighieri de Buenos Aires por su biografía Joaquín Frenguelli. Vida y obra de un naturalista completo. 
Participó, en el directorio del Consejo Nacional de Investigaciones Científicas y Técnicas (CONICET) y del Consejo de Investigaciones Científicas de la Provincia de Buenos Aires (CIC).

### Narrativa
- La túnica caída (1977), novela
- Armiño y yuyos. Cuatro relatos gerontofilos (1981), relatos
- Casal de patitos. Vida y pasión en el tercer milenio (1982), novela
- El Omnium de las cornucopias (1987), novela
- Prohibido tocar los gauchos (1994), novela
- El meteorólogo y Shakespeare (1998), novela
- Pozo negro (2001), novela
- Reality life (2002), novela
- Mi pariente Tarisio (1796-1854) (2002), novela

### Ensayos
- Panorama de lunfardo (1974; 2.ª edición, ampliada y corregida: 1979)
- El lunfardo médico-hospitalario (1987)
- El Finnegans Wake por dentro (1995), sobre la galimática novela de James Joyce
- Diccionario de voces lunfardas y rioplatenses (1998)

### Publicaciones científicas
Entre 1949 y el año 2000, Teruggi escribió más de un centenar de publicaciones científicas, propias y en colaboración (trabajos originales, libros científicos y publicaciones especiales, divulgación científica y didáctica, aportes sobre museos, educación, historia de la ciencia y personalidades científicas).

## Biografía
Uno de sus cuatro descendientes, Diana Teruggi de Mariani (La Plata, 3 de diciembre de 1950 - La Plata, 24 de noviembre de 1976), militante de la organización Montoneros, fue ejecutada junto a otros militantes políticos por fuerzas militares durante un operativo en su casa de La Plata, en el marco de la última dictadura cívico-eclesiástica-militar argentina. Su beba, Clara Anahí Mariani (La Plata, 12 de agosto de 1976 (48 años)) fue secuestrada y privada de su identidad. La vivienda donde ocurrió el enfrentamiento, en la calle 30 N° 1134 (entre las calles 55 y 56) de la ciudad de La Plata, es:
- "De Interés Municipal por su valor histórico", desde el 22 de diciembre de 1998 (Decreto N.º 194)
- "Patrimonio Cultural de la Provincia de Buenos Aires, por el Senado de la Provincia de Buenos Aires (Ley N.º 12.809 del 6 de diciembre de 2000)
- "De Interés Nacional", por la "Secretaría de Cultura de la Presidencia de la Nación Argentina (Resolución S.C. N.º 1.068 del 7 de mayo de 2003)
- Monumento Histórico Nacional, por la "Comisión Nacional de Museos, Monumentos y Lugares Históricos", el 8 de julio de 2004 (Decreto N.º 848 P.E.)

Más tarde, el 1 de agosto de 1977 en La Plata, fue asesinado Daniel Mariani, esposo de Diana y padre de Clara Anahí.
Por vía materna, Clara Anahí Mariani es bisnieta del astrónomo Bernhard Dawson (1890-1960), y nieta del geólogo Mario Egidio Teruggi y de la doctora en Ciencias Naturales Genoveva Dawson (1918-2012).